# USS Gravely (DDG-107)
USS Gravely (DDG-107) – amerykański niszczyciel Aegis typu Arleigh Burke zmodernizowanej wersji Flight IIA.. Przeznaczony jest do uzupełniania krążowników AEGIS typu Ticonderoga w obronie przeciwlotniczej i przeciwrakietowej lotniskowcowych grup uderzeniowych.

## Budowa i konstrukcja
Stępkę pod okręt położono 26 listopada 2007 roku w stoczni Ingalls Shipbuilding, gdzie został zwodowany 30 marca 2009 roku, po czym 20 listopada 2010 roku został przyjęty do służby operacyjnej w amerykańskiej marynarce wojennej, z portem macierzystym Naval Station Norfolk w stanie Wirginia. Okręt otrzymał nazwę USS Gravely w celu upamiętnienia wiceadmirała Samuela Gravely’ego – pierwszego czarnoskórego dowódcy okrętu US Navy. Przy konstrukcji kadłuba i nadbudówek tego okrętu wykorzystano doświadczenia wynikające z kolizji krążownika USS „Belknap” (CG-26) z lotniskowcem USS „John F. Kennedy” (CV-67) w 1975 roku oraz z zatopienia brytyjskiego niszczyciela HMS „Sheffield” w wyniku uszkodzeń powstałych na skutek trafienia pociskiem Exocet podczas wojny o Falklandy. Konstrukcja kadłuba o długości 153,8 metra została wzmocniona w celu zwiększenia odporności na działanie nadciśnienia fali uderzeniowej powstającej przy eksplozjach, odłamków oraz pożarów. Zwiększona została także odporność okrętu na działanie impulsów elektromagnetycznych (EMP). Żywotne części okrętu pokryte są kevlarowym opancerzeniem o masie 130 ton.

## Układy elektroniczne
Zestaw sensorów jednostki stanowią radar nawigacyjny SPS-64(V)9, radar przeszukiwania powierzchni SPS-67(V)3/4 oraz cztery wielofunkcyjne radary z aktywnym elektronicznym skanowaniem fazowym SPY-1D o kącie pokrycia 360° umieszczono 2,5 metra wyżej niż we wcześniejszych jednostkach. Ponadto okręt wyposażony jest w sonar dziobowy SQS-53C(V)1 oraz sonar holowany SQR-19B TACTAS do wykrywania i śledzenia okrętów podwodnych. Elektroniczne systemy samoobrony stanowią system pułapek przeciwtorpedowych SLQ-25A Nixie oraz system walki elektronicznej SLQ-32(V)3.

## Uzbrojenie
Uzbrojenie okrętu, obok przeciwpodwodnych torped lekkich Mk. 46 i Mk. 50, stanowi 96 rakietowych pocisków przeciwlotniczych średniego zasięgu Standard Missile 2 Block IIIA lub IIIB, pocisków manewrujących woda-ziemia RGM-109 Tomahawk (TLAM-C/D), Evolved Sea Sparrow (ESSM) i rakietotorped ZOP VL-ASROC w wyrzutniach VLS umieszczonych w grupach 32 na przodzie i 64 komory z tyłu okrętu. Mimo że jednostki Flight IIA są większe od wcześniejszych wersji okrętów swojego typu, mają też 96 komór wyrzutni VLS zamiast 90, w przeciwieństwie do innych krążowników i wersji amerykańskich niszczycieli, Gravely nie został wyposażony w system pocisków przeciwokrętowych  RGM-84 Harpoon. Na uzbrojenie artyleryjskie jednostki składają się jedna armata 127 mm /62 oraz dwa wielolufowe artyleryjskie systemy obrony bezpośredniej (CIWS) Vulcan Phalanx Mk. 15 kalibru 20 mm. Okręt jest wyposażony w lądowisko dla helikopterów wraz z niezbędnym wyposażeniem elektronicznym LAMPS 3 oraz w dwa helikoptery SH-60R LAMPS III. Planowane jest przedłużenie nadbudówki okrętu, w celu dodania jednostce podwójnego hangaru dla śmigłowców.

## Służba operacyjna
Okręt został po raz pierwszy rozmieszczony w składzie amerykańskich sił morskich poza wodami Stanów Zjednoczonych 11 lutego 2013 roku. Aktualnie współdziała w składzie zespołu VI Floty Stanów Zjednoczonych na Morzu Śródziemnym.